# Тигровая роза (фильм, 1929)
«Тигровая роза» (англ. Tiger Rose) — художественный, полный звуковой фильм 1929 года режиссёра Джорджа Фицмориса, экранизация пьесы Уилларда Мака.

## Сюжет
Действие происходит в северо-западной части Канады. Когда отец Лойз умер, она осталась одна на свете. Оказавшись на плоту, Роуз едва не разбилась на речных порогах, но её спас Девлин. Девушку берёт к себе пожилой Гектор Ринуалнс, который работает на ближайшем торговом посту. Девлин влюблён в Лойз, как и все парни в округе, но она любит Брюса, инженера, производящего осмотр местной железной дороги. Но Брюс убивает человека, из-за которого пострадала его сестра и оказывается вне закона. Ему удаётся бежать, но он возвращается и даёт заключить себя под стражу. После освобождения из тюрьмы, он и Роуз воссоединяются.

## В ролях
- Лупе Велес — Роза
- Монти Блю — Девлин
- Х.Б. Уорнер — доктор Кьюсик
- Талли Маршалл — Гектор МакКолинз
- Грант Уитерс — Брюс
- Гастон Гласс — Пьер
- Монтана Булл — Джо
- Рин Тин Тин — Скотти
- Слим Саммервилл — Хайн
- Луис Мерсье — Френчи
- Гордон Мэджи — Хейни
- Хейни Конкли — Гас
- Лесли Скетчли — полицейский
- Фред Макмюррей — хозяин ранчо (в титрах не указан)

## Факты
- Фильм «Тигровая роза» 1929 года — уже вторая экранизация пьесы Уилларда Мака «Tiger Rose», написанной в 1917 году. Режиссёром первой, снятой в 1923 году, выступил Сидни Франклин.
- В оригинале 1923 года Рин Тин Тин не снимался.